# 清陵高校前停留場
清陵高校前停留場（せいりょうこうこうまえていりゅうじょう）は、栃木県宇都宮市竹下町にある宇都宮ライトレール宇都宮芳賀ライトレール線の停留場。

## 概要
宇都宮清原工業団地の西端に位置し、サイドリザベーション方式の併用軌道上にある地上駅。
停留所名は栃木県立宇都宮清陵高等学校に由来する。仮称は「作新学院北」であったが、私立の学校である作新学院大学は、「特定の個人名、法人名、団体名は避ける」という命名時の基準に抵触し、候補から外された。また、名称候補には作新学院大学や宇都宮清陵高校に近接する宇都宮市立清原中学校に由来する「清原中学校前」もあった。なお、作新学院大学を運営する学校法人船田教育会は副停留場名称の命名権を契約し、「作新大・作新短大前」の副停留場名称を付与している。

## 歴史
- 2021年（令和3年）4月23日：停留場名決定[9]。
- 2023年（令和5年）
  - 7月29日：当停留場を発着点とし、飛山城跡方面へ軌道上を往復2キロメートルほど歩くイベント「ライトラインレールウォーク」を開催[10]。
  - 8月26日：開業[3][4]。

## 停留場構造

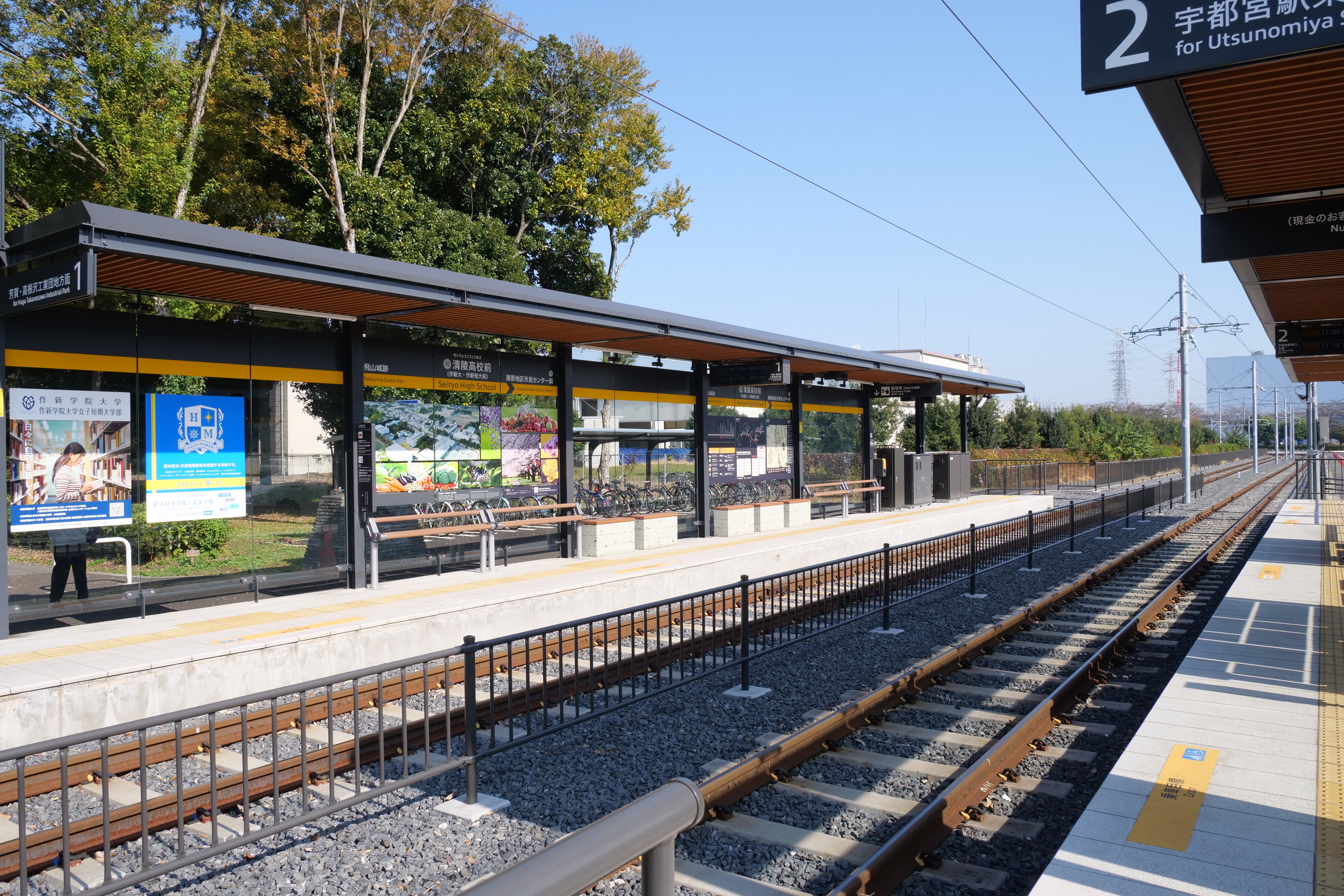
停留場構内（2023年11月）

相対式ホーム2面2線で、芳賀・高根沢工業団地方面のプラットホームと宇都宮駅東口方面のプラットホームを向かい合わせで配置している。

### のりば
| 番線 | 路線          | 方向 | 行先                     |
| ---- | ------------- | ---- | ------------------------ |
| 1    | ■ライトライン | 下り | 芳賀・高根沢工業団地方面 |
| 2    | ■ライトライン | 上り | 宇都宮駅東口方面         |

## 利用状況
- 2024年2月時点での1日平均乗降人員は平日約700人・休日約500人である[12]。
- 2024年（令和6年）11月第2週の1日平均乗降人員は平日約1,170人・休日約510人である[13]。

## 停留場周辺
近隣は学校が多く建つが、畑・民家・工場もある。清原工業団地1号緑地は南側、清原工業団地2号緑地は北側にある。南へ抜けると宇都宮市消防局東消防署清原分署や国道123号、星の杜中学校・高等学校に至るが、ともに停留場からやや離れた所にある。なお、星の杜中学校・高等学校については当停留場からスクールバスを運行している。
- 作新学院大学
- 栃木県立宇都宮清陵高等学校
- 宇都宮市立清原中学校
- 清原工業団地1号緑地
- 清原工業団地2号緑地

## 隣の停留場
宇都宮ライトレール
■宇都宮芳賀ライトレール線
快速（平日朝下りのみ運転）
平石停留場 (07) → 清陵高校前停留場 (10) → 清原地区市民センター前停留場 (11)
各停
飛山城跡停留場 (09) - 清陵高校前停留場 (10) - 清原地区市民センター前停留場 (11)